# Sprichwort

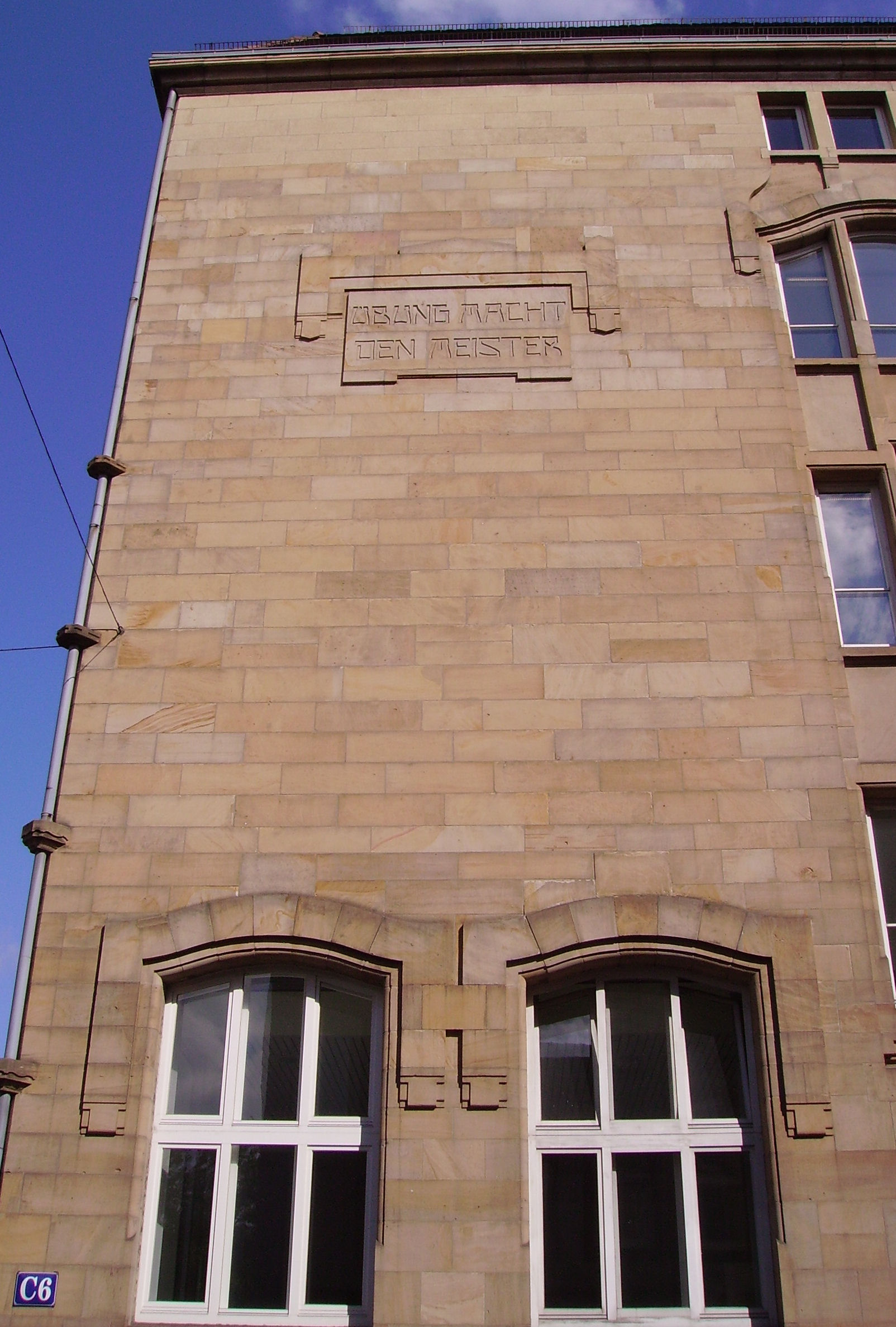
„Übung macht den Meister“ an der Friedrich-List-Schule in Mannheim

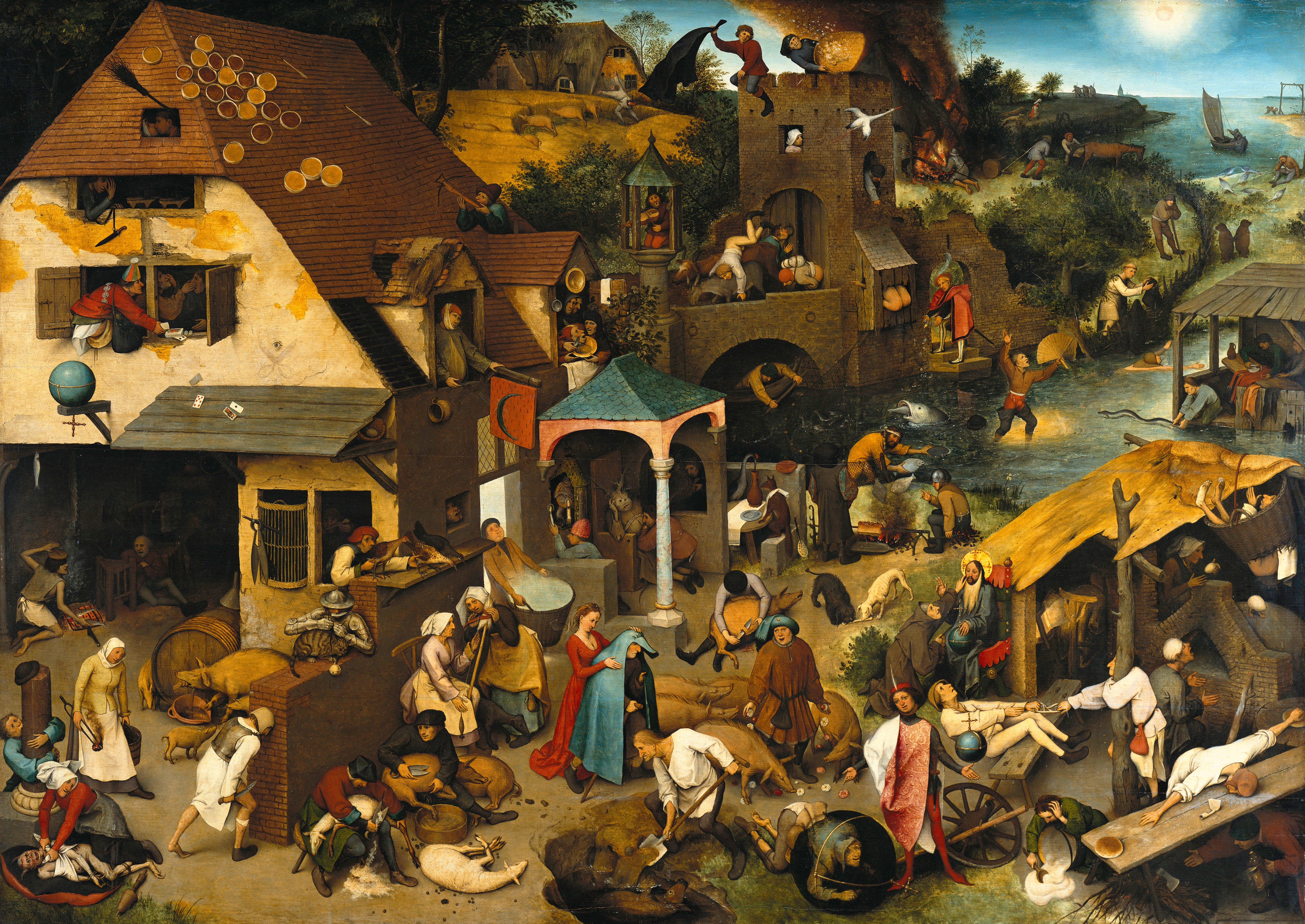
Die niederländischen Sprichwörter

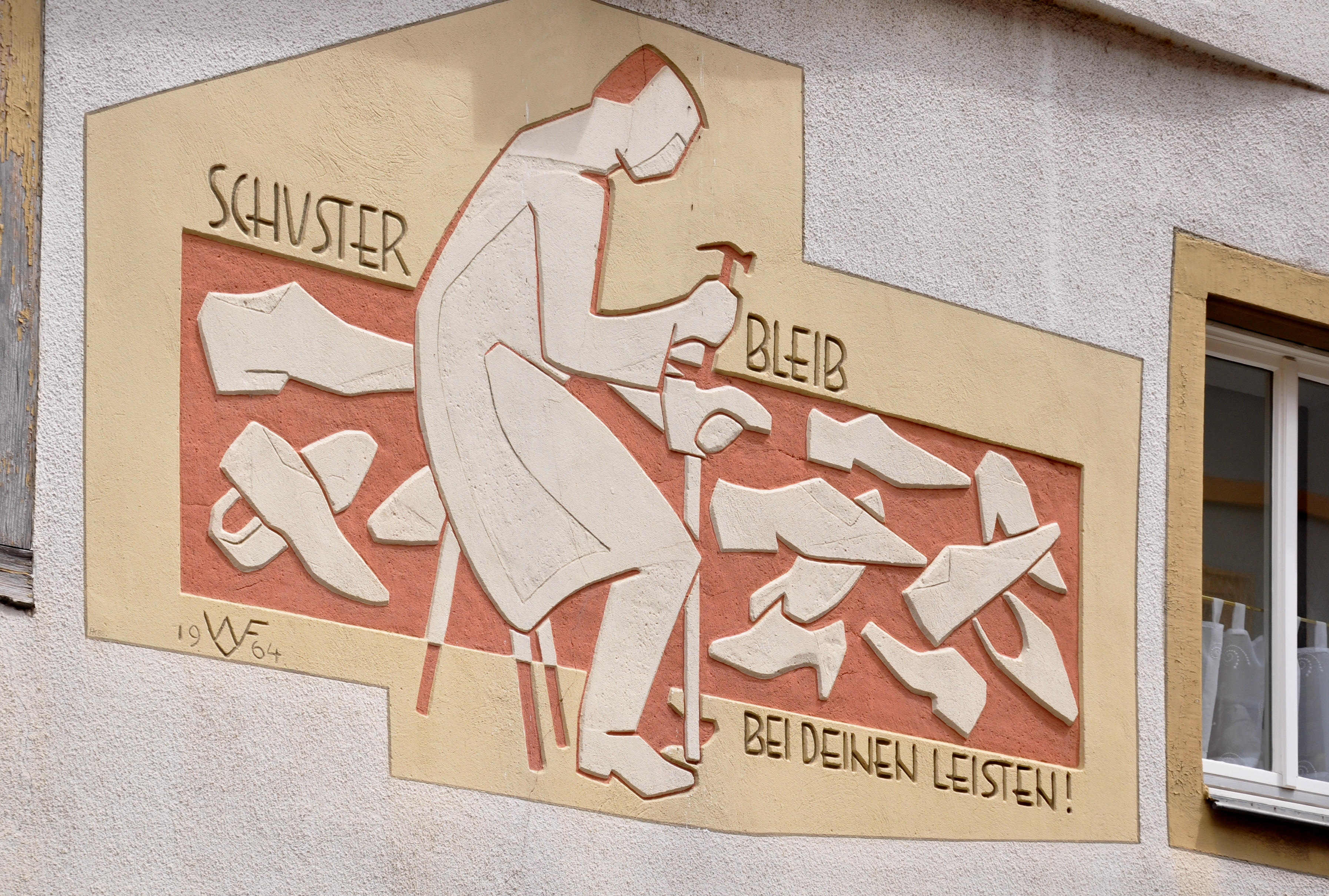
„Schuster bleib bei deinen Leisten“ (Fassadenschmuck)

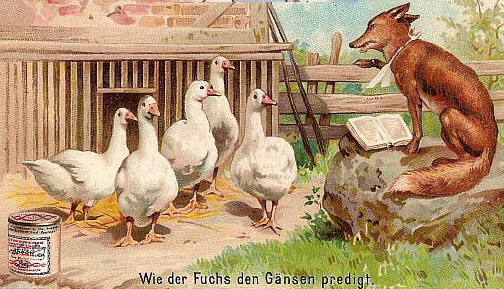
„Wie der Fuchs den Gänsen predigt“

Sprichwörter (Proverben, Parömien) sind traditionell-volkstümliche Aussagen, die ein Verhalten, eine Verhaltensfolge oder einen Zustand betreffen und die zumeist eine Lebenserfahrung darstellen. Sprichwörter sind wie die Redewendungen ein wichtiger Teil des Thesaurus in fast jeder Sprache. In der Sprachwissenschaft wird die Kunde von den Sprichwörtern nach dem griechischen Wort παροιμία (paroimía) als wissenschaftliche Disziplin Parömiologie genannt.

## Definition
„Ein Sprichwort ist ein kurzer Satz, der sich auf lange Erfahrung gründet.“

„Sprichwort, auch Proverb: knapp und treffend formulierte Lebensweisheit, die bestimmte gesellschaftliche Erfahrungen in hohem Grade verallgemeinert. Ihr Autor ist unbekannt; oft von volkstümlicher Bildhaftigkeit.“

„Ein Sprichwort ist ein allgemein bekannter, fest geprägter Satz, der eine Lebensregel oder Weisheit in prägnanter, kurzer Form ausdrückt.“

„Im Unterschied zum direkten Imperativ — »Du sollst nicht töten« oder »Edel sei der Mensch, hilfreich und gut« — kleiden sich hier die Normen in die Gewänder von Erfahrungssätzen: »Ehrlich währt am längsten«. Einem Großversuch würde diese Aussage vermutlich nicht standhalten; schon gar nicht die tollkühne Behauptung »Jung gefreit hat niemand gereut« […] Hätte die Gemeinschaft ihren Bedarf an ehrlichen Bürgern, hätten Kaiser und Papst ihren Wunsch nach reichem Nachwuchs an Soldaten und Katholiken in durchschaubare Aufforderungen gepackt — »Sei ehrlich« oder »Heirate früh, damit du viele Kinder kriegst«: Die Wirkung wäre nach aller Wahrscheinlichkeit geringer gewesen als bei jener Verquickung mit vermeintlicher Lebenserfahrung, der der Einzelne nie entgegentreten konnte, weil es ihm an Weltkenntnis gebrach.“

Die Abgrenzung vom Sprichwort mit seinem unbekannten Autor zum Zitat und zum „geflügelten Wort“, deren Herkunft nachweisbar ist, ist nicht immer eindeutig. In der Linguistik wird der Wiederholungs- und Unveränderlichkeitsaspekt manchmal mit einem Terminus von Eugenio Coseriu als „wiederholte Rede“ (discurso repetido), gefasst. Zitate sind zunächst einmal individuelle Erfindungen, die aber sprichwörtlich werden können. Bei immer mehr geflügelten Worten geht das Zitatbewusstsein verloren. Das gilt besonders für viele aus der Bibel stammende Wendungen. Auffällig ist, dass in protestantischen Gesellschaften mehr auf die Bibel angespielt wird als in katholischen.
SWR Wissen grenzt das Sprichwort von der Redewendung dadurch ab, dass das Sprichwort ein ganzer Satz ist, während die Redewendung nur ein Bestandteil eines Satzes ist.
Auch manche Buch- und Filmtitel haben mittlerweile schon sprichwörtlichen Charakter angenommen. Sogar gekürzte Refrains aus Volksliedern oder Schlagern werden für Sprichwörter gehalten.

## Formen
Ein dem Sprichwort ähnelndes Zitat wird als geflügeltes Wort bezeichnet. Nach André Jolles gehören Sprichwort und geflügeltes Wort zu den sogenannten einfachen Formen.

## Herkunft
Zwar gilt es als Merkmal des echten Sprichwortes, dass sein Autor unbekannt ist, doch beruhen manche vermeintlichen Sprichwörter nicht auf verallgemeinerten gesellschaftlichen Erfahrungen, sondern haben ihren Ursprung bei lateinischen Autoren oder in der Bibel. Die Mehrzahl der Letzteren fand durch Martin Luthers Übersetzung Eingang in die deutsche Sprache.
Auch manche kernigen Sätze aus der Literatur wurden so populär, dass sie nun vielfach als Sprichwörter gelten, obschon ihre Herkunft nachweisbar ist:
- „Die Axt im Haus erspart den Zimmermann“ (Friedrich Schiller, „Wilhelm Tell“).

## In der Bibel
Das Buch der Sprüche Salomos (hebräisch מִשְלֵי שְׁלֹמֹה, Mischle Schlomo) gehört zu den Ketuvim (Schriften) der jüdischen Bibel. Es geht auf die Zeit von Hiskija, dem König von Juda, bis in das vierte Jahrhundert v. Chr. zurück.
Thematisch behandelt es den Tun-Ergehen-Zusammenhang, Lebensweisheit, gesellschaftliche bzw. familiäre Verbundenheit und soziale Gerechtigkeit: „Öffne deinen Mund für den Stummen, für das Recht aller Schwachen! Öffne deinen Mund, richte gerecht, verschaff dem Bedürftigen und Armen Recht!“ (Spr 31,8–9 ). Das Buchmotto ist Spr 1,7 : „Die Furcht des HERRN ist Anfang der Erkenntnis, nur Toren verachten Weisheit und Erziehung.“

## Das Sprichwort im Mittelalter
In der Kultur des Mittelalters wird das Sprichwort in allen Lebensbereichen als Ausdrucksmittel geschätzt. Seit dem 12. Jahrhundert empfehlen zahlreiche Lehrwerke der Rhetorik das Sprichwort als Stilmittel zur Unterstützung der Beweiskraft didaktischer Schriften. Mittelalterliche Predigten setzen häufig Sprichwörter neben Schriftwörter. Erkenntnistheoretisch entspricht das Sprichwort den Tendenzen des scholastischen Realismus und dessen architektonischem Idealismus. Da es das Allgemeine, Universelle als das einzig Wirkliche und Beweiskräftige ansieht (universale ante rem), erlaubte es dem mittelalterlichen Menschen, im Alltag gleich wie in seiner Theologie zu denken. Aus diesem Grund bezeichnet Johan Huizinga das Sprichwort sogar als das der mittelalterlichen Geisteskultur wesensgemäßeste sprachliche Ausdrucksmittel. Nur im Spätmittelalter, etwa in den Werken Geoffrey Chaucers, wird Skepsis gegenüber abstrakten sprachlichen Formen wie dem Sprichwort deutlich.

## Unveränderliche Formulierung
Ein Sprichwort hat die Form einer festen und unveränderlichen Formulierung. Darin unterscheidet es sich von der Redewendung.
- Hunger ist der beste Koch.
- Wer lang hustet, lebt lang.
- Wo ein Wille ist, ist auch ein Weg.

## Reimform
Oft wird die Form des Sprichworts durch Stabreim, End- oder Binnenreim noch besonders gefestigt.
- Glück und Glas – wie leicht bricht das.
- Was ich nicht weiß, macht mich nicht heiß. (Goethe)
- Trocken Brot macht Wangen rot.
- Je oller, desto doller!
- Geteiltes Leid ist halbes Leid.
- Geteilte Freude ist doppelte Freude.
- Was du heute kannst besorgen, das verschiebe nicht auf morgen.
- Morgen, morgen, nur nicht heute, sagen alle faulen Leute.

## Generalisierende Form
Mit dem imperativischen Anspruch „Jeder kehre vor seiner eigenen Tür!“, „Man soll …“, „Man muss …“ oder „Man darf …“ hat das Sprichwort eine generalisierende Form angenommen.
Es drückt in der Regel einen allgemein gültigen Satz aus, der folgendes enthalten kann:
- eine Erfahrung des täglichen Lebens („Neue Besen kehren gut.“; „Undank ist der Welten Lohn.“; „Morgen, morgen, nur nicht heute sagen alle faulen Leute.“);
- ein Urteil oder eine Meinung („Gute Ware lobt sich selbst.“; „Lieber den Spatz in der Hand als die Taube auf dem Dach.“);
- eine Warnung („Verliebe dich oft, verlobe dich selten, heirate nie!“; „Es ist nicht alles Gold, was glänzt.“; „Wer nicht hören will, muss fühlen.“);
- eine Vorschrift oder Klugheitsregel („Vorgetan und nachbedacht hat manchem schon groß Leid gebracht.“)

## Inhalt
Viele Sprichwörter sprechen
- eine Sozialkritik („Als Adam grub und Eva spann, wo war denn da der Edelmann?“),
- eine Religionskritik („Der beste Patron ist der Tierarzt.“) oder
- einfache Haushaltsregeln („Ein gebranntes Kind scheut das Feuer.“)
- Vorurteile („Was der Mann mit dem Wagen einfährt, trägt die Frau mit der Schürze hinaus.“)

aus.
Mitunter widersprechen Sprichwörter einander.

„Der gängigste Trost liegt darin, dass die Wörter es uns gestatten, den Lauf der Welt schwatzend zu begleiten, und auch dazu trägt die sogenannte Spruchweisheit vorzüglich bei: Kann ich heute plappern »Gleich und gleich gesellt sich gern«, so lässt mich doch morgen, in der umgekehrten Situation, die Sprache nicht im Stich: »Gegensätze ziehen sich an«“

## Abwandlungen und Weiterentwicklungen
Viele Sprichwörter sind im Laufe der Zeit verändert, vermischt und oft auch inhaltlich weiterentwickelt worden. Diese Sprichwort-Fortentwicklungen sind in der Forschung noch nicht hinlänglich aufgearbeitet worden. Viele Abwandlungen sind spöttisch gemeint und wollen dadurch auch die Trivialität der Aussage des Originals hervorheben oder karikieren.

### Beispiele
- Das schlägt dem Fass den Boden aus. → Das setzt der Sache ja die Krone auf! → Das schlägt dem Fass die Krone ins Gesicht.
- Morgenstund hat Gold im Mund. → Müßiggang ist aller Laster Anfang. → Morgenstund ist aller Laster Anfang.
- Der Klügere gibt nach, bis er der Dumme ist.
- „Der Klügere gibt nach.“ -- „Stimmt. Deshalb sind überall die Idioten an der Macht.“
- „In der allergrößten Not, schmeckt die Wurst auch ohne Brot.“ (Verballhornung von „In der Not frisst der Teufel Fliegen.“ und „Trocken Brot macht Wangen rot.“)
- „Wer zuletzt lacht, lacht am besten“, sagt das Sprichwort und meint offenbar den Typ des begriffsstutzigen Idioten, der einen Witz erst zehn Minuten später versteht.[7]

Weitere bildhafte Beispiele finden sich im Artikel über Katachrese (Bildbruch).

### Sammlungen

#### 16. Jahrhundert
- Johannes Agricola (750 erklärte Sprichwörter). Ausgabe Hagenau 1534, Volltext. Ausgabe Wittenberg 1582, Digitalisat
- Adagia des Erasmus von Rotterdam (ca. 4250 antike Sprichwörter)

#### 17. Jahrhundert
- Friedrich Peters vereint alphabetisch 20.000 Einträge aus mündlich überliefertem Material, älteren Sammlungen und Dichtungen.

#### 19. Jahrhundert
- Johann Michael Sailer: Die Weisheit auf der Gasse. Deutsche Sprichwörter gesammelt von Johann Michael Sailer. 1810. (Augsburg 1840 Greno Nördlingen 1987)
- Karl Simrock (Hrsg.): Die deutschen Sprichwörter. Reclam, Stuttgart 2011. (Vollständige Ausgabe der bekannten Sprichwortsammlung deutscher Sprache)
- Wanders Deutsches Sprichwörter-Lexikon. Brockhaus, Leipzig 1867–1880, 5 Bände (je mit starken Vorworten, extensive Sammlung und Sortierung), elektronische Ausgabe (CD–ROM) als Band 62 der Digitalen Bibliothek, 2006 unter der ISBN 3-89853-462-6.

#### 20. Jahrhundert
- Lutz Röhrich: Lexikon der sprichwörtlichen Redensarten. Bände 1–3. Herder, Freiburg im Breisgau 2003, ISBN 3-451-05400-0. „Standardwerk“, intensive Einzelerklärungen
- Horst Beyer: Sprichwörterlexikon. Leipzig 1989, ISBN 3-323-00120-6.
- Karl Rauch (Hrsg.): Sprichwörter der Völker. Düsseldorf/Köln 1963.

### Verschiedenes
- Je länger ein Blinder lebt, desto mehr sieht er – Jiddische Sprichwörter. übersetzt von H. C. Artmann, Insel Verlag, Frankfurt am Main 1965, ISBN 3-458-08828-8.
- Karl-Heinz Göttert: Eile mit Weile. Herkunft und Bedeutung der Sprichwörter. Reclam, 2005, ISBN 3-15-010579-X.
- Walter Schmidkunz: Waschechte Weisheiten – Bairisch-bäurische Sprichwörter und Redensarten. Gebr. Richter Verlagsanstalt, Erfurt 1936. (Online-Fassung)
- Wie das Land, so das Sprichwort. Sprichwörter aus aller Welt. Bibliogr. Inst., Leipzig 1989, ISBN 3-323-00269-5.
- Walter Schmidt: Morgenstund ist ungesund. Unsere Sprichwörter auf dem Prüfstand. Reinbek 2012, ISBN 978-3-499-62966-2.
- Friedemann Spicker (Hrsg.): Aphorismen der Weltliteratur. Reclam, Stuttgart 2009, ISBN 978-3-15-010685-3.
- Peter Ďurčo: Sprichwörter in der Gegenwartssprache. Univerzita sv. Cyrila a Metoda v Trnave, Trnava 2005, ISBN 80-89220-13-4.
- Yao-Weyrauch: „Frauen zählen nicht als Menschen“. Chinesische Sprichwörter über das weibliche Geschlecht. Heuchelheim 2006.
- Christoph Tiemann: Gebratene Störche mit phatten Beats – Redewendungen und Wortneuschöpfungen auf der Spur. Rowohlt Taschenbuch Verlag 2014, ISBN 978-3-499-62871-9.

### Forschungsliteratur
- Elke Donalies: Basiswissen Deutsche Phraseologie. (= UTB. 3193). Francke, Tübingen/ Basel 2009.
- Ida von Düringsfeld: Das Sprichwort als Kosmopolit. 1866. (Hrsg. v. Wolfgang Mieder, Olms, Hildesheim 2007, ISBN 978-3-487-12862-7)
- Csaba Földes (Hrsg.): Res humanae proverbiorum et sententiarum. Ad honorem Wolfgangi Mieder. Gunter Narr Verlag, Tübingen 2004. (Enthält viele deutsch- und englischsprachige Beiträge zur Untersuchung von Sprichwörtern)
- Archer Taylor: The Proverb. Harvard University Press, Cambridge MA 1931.